# Evamaria Björk
Evamaria Björk, (folkbokförd Eva-Maria) född 7 mars 1963 i Malmö S:t Johannes församling, är en svensk skådespelare.

## Biografi
Björk antogs vid Teaterhögskolan i Stockholm 1986. Hon tillhör sedan 1994 Helsingborgs stadsteaters fasta ensemble.

## Filmografi
| År   | Roll                        | Produktion                 | Noter                 |
| ---- | --------------------------- | -------------------------- | --------------------- |
| 1997 | Ängel 2                     | Spring för livet           |                       |
| 2003 | Elna                        | En ö i havet               | TV-serie avsnitt 2, 3 |
| 2007 | Johans mamma                | Hata Göteborg              |                       |
| 2010 | Mona                        | För kärleken               |                       |
| 2014 | Eva                         | Unga Sophie Bell           |                       |
| 2019 | Ann-Louise Hegel            | Den inre cirkeln           | TV-serie              |
| 2020 | Rektor Trelleborg Gymnasium | Utredningen                | TV-serie              |
| 2020 | Föreläsaren                 | Beck – Utom rimligt tvivel | TV-film               |

## Teater

### Roller
| År   | Roll                                                     | Produktion | Regi                 | Teater                                        |
| ---- | -------------------------------------------------------- | --- | -------------------- | --------------------------------------------- |
| 1991 | Ruby Batone                                              | Maratondansen (They shoot horses, don't they?) Horace McCoy                                                     | Tom Lagerborg        | Helsingborgs stadsteater                      |
| 1991 | Barbro                                                   | Omaka par (The Odd Couple) Neil Simon                                                                           | Arne Strömgren       | Helsingborgs stadsteater                      |
| 1992 | Georgette                                                | Hustruskolan (L'école des femmes) Molière                                                                       | Hans Polster         | Helsingborgs stadsteater                      |
| 1992 | Mary Warren                                              | Häxjakten (The Crucible) Arthur Miller                                                                          | Håkan Lindhé         | Helsingborgs stadsteater                      |
| 1993 | Nerissa                                                  | Köpmannen i Venedig (The Merchant of Venice) William Shakespeare                                                | Göran Stangertz      | Helsingborgs stadsteater                      |
| 1993 | Marie-Louise                                             | Jo, det gällde annonsen (La bonne adresse) Marc Camoletti                                                       | Arne Strömgren       | Helsingborgs stadsteater                      |
| 1993 | Linda                                                    | Blodsbröder (Blood Brothers) Willy Russell                                                                      | Ronny Danielsson     | Helsingborgs stadsteater                      |
| 1993 | Stella Kowalski                                          | Linje Lusta (A Streetcar Named Desire) Tennessee Williams                                                       | Håkan Lindhé         | Helsingborgs stadsteater                      |
| 1994 | Campbell                                                 | Aldrig i livet (Dummy Run) Dave Freeman                                                                         | Arne Strömgren       | Helsingborgs stadsteater                      |
| 1994 |                                                          | De sista (Последние, Posledniye) Maksim Gorkij                                                                  | Ronnie Hallgren      | Helsingborgs stadsteater                      |
| 1996 | Ella                                                     | Galoschkungen Sigvard Olsson                                                                                    | Göran Stangertz      | Helsingborgs stadsteater                      |
| 1997 | Fru Capulet                                              | Romeo och Julia (The Tragedy of Romeo and Juliet) William Shakespeare                                           | Thomas Müller        | Helsingborgs stadsteater                      |
| 1997 |                                                          | Elddonet (Fyrtøjet) H.C. Andersen                                                                               | Göran Stangertz      | Helsingborgs stadsteater                      |
| 1998 | Helen                                                    | Krymplingen på Inishmaan (The Cripple of Inishmaan) Martin McDonagh                                             | Thomas Müller        | Helsingborgs stadsteater                      |
| 1998 | Medverkande                                              | Klubb Yoghurt: en levande bakteriekultur                                                                        | Ensemblen            | Helsingborgs stadsteater                      |
| 1998 | Inko                                                     | Kunde prästänkan så kan väl du Cecilia Torudd                                                                   | Margita Ahlin        | Helsingborgs stadsteater                      |
| 1999 | Klara                                                    | Rika barn leka bäst Carin Mannheimer                                                                            | Birgitta Palme       | Helsingborgs stadsteater                      |
| 2001 | Pauline                                                  | Shang-a-lang Catherine Johnson                                                                                  | Jan Modin            | Helsingborgs stadsteater                      |
| 2001 | Syster Ratched                                           | Gökboet (One Flew Over the Cuckoo's Nest) Dale Wasserman                                                        | Göran Stangertz      | Helsingborgs stadsteater                      |
| 2002 | Siv                                                      | Regnbågens rot Inger Alfvén                                                                                     | Margita Ahlin        | Helsingborgs stadsteater                      |
| 2002 | Alice                                                    | Dödsdansen August Strindberg                                                                                    | Solbjørg Højfeldt    | Helsingborgs stadsteater                      |
| 2003 | Nina                                                     | LisaLouise Majgull Axelsson                                                                                     | Wiveka Warenfalk     | Helsingborgs stadsteater                      |
| 2004 | Olga                                                     | 3 systrar (Три сeстры, Tri sestry) Anton Tjechov                                                                | Christian Tomner     | Helsingborgs stadsteater                      |
| 2004 | Styvmodern                                               | Askungen, en saga för vår tid Gunilla Boëthius                                                                  | Anette Norberg       | Helsingborgs stadsteater                      |
| 2005 | Lolo                                                     | Limbo Margareta Garpe                                                                                           | Göran Stangertz      | Helsingborgs stadsteater                      |
| 2006 | Fräulein Schneider                                       | Cabaret John Kander, Fred Ebb och Joe Masteroff                                                                 | Christian Tomner     | Helsingborgs stadsteater                      |
| 2006 | Mamman                                                   | Alkohålet Cristina Gottfridsson                                                                                 | Göran Stangertz      | Helsingborgs stadsteater                      |
| 2009 | Mrs Peachum                                              | Tiggarens opera (The Beggar's Opera) John Gay                                                                   | Johan Wahlström      | Helsingborgs stadsteater                      |
| 2009 | Glader                                                   | Snövit och sju miffon Gunilla Boëthius                                                                          | Dan Kandell          | Helsingborgs stadsteater                      |
| 2010 | Mamman                                                   | Hantverkarna (Håndværkerne) Line Knutzon                                                                        | Lasse Beischer       | Helsingborgs stadsteater                      |
| 2010 | Lady Fergusson                                           | Jekyll & Hyde Frank Wildhorn och Leslie Bricusse                                                                | Ronny Danielsson     | Malmö Stadsteater/ Helsingborgs stadsteater   |
| 2011 | Natalie Voss                                             | Duvorna (Die Tauben) David Gieselmann                                                                           | Alexander Öberg      | Helsingborgs stadsteater                      |
| 2012 | Hedda                                                    | Under hallonbusken Maria Blom                                                                                   | Jan Modin            | Helsingborgs stadsteater                      |
| 2012 |                                                          | Den enfaldige mördaren Dennis Magnusson                                                                         | Dennis Sandin        | Helsingborgs stadsteater                      |
| 2012 |                                                          | Kolla vad jag kan! Minna Krook                                                                                  | Minna Krook          | Helsingborgs stadsteater                      |
| 2013 | Överstinnan                                              | Carmencita Rockefeller Rikard Bergqvist, Martin Östergren, Sara Jangfeldt och Mathias Venge                     | Rikard Bergqvist     | Malmö Opera/ Helsingborgs stadsteater         |
| 2013 |                                                          | Ett år av magiskt tänkande (The Year of Magical Thinking) Joan Didion                                           | Anna Novovic         | Helsingborgs stadsteater                      |
| 2013 |                                                          | Alice i Underlandet (Alice's Adventures in Wonderland) Lewis Carroll                                            | Ronny Danielsson     | Helsingborgs stadsteater                      |
| 2014 |                                                          | Min fru går igen (Blithe Spirit) Noël Coward                                                                    | Geir Sveaass         | Helsingborgs stadsteater                      |
| 2015 |                                                          | Den besynnerliga händelsen med hunden om natten (The Curious Incident of the Dog in the Night-time) Mark Haddon | Moqi Simon Trolin    | Helsingborgs stadsteater                      |
| 2015 | Zocha                                                    | Vår klass (Nasza klasa) Tadeusz Słobodzianek                                                                    | Anja Suša            | Helsingborgs stadsteater                      |
| 2015 |                                                          | Mio, min Mio Astrid Lindgren                                                                                    | Dennis Sandin        | Helsingborgs stadsteater                      |
| 2016 |                                                          | På gränsen Anna Pettersson                                                                                      | Anna Pettersson      | Helsingborgs stadsteater/ Malmö stadsteater   |
| 2016 |                                                          | Det blåser hela tiden Anders Duus                                                                               | Michael Cocke        | Helsingborgs stadsteater                      |
| 2016 |                                                          | Som ni vill ha det (As you Like it) William Shakespeare                                                         | Martha Vestin        | Helsingborgs stadsteater på Sofiero slott     |
| 2017 |                                                          | Pelle Erövraren – Den stora kampen Erik Norberg och Alexander Öberg                                             | Alexander Öberg      | Helsingborgs stadsteater på Helsingborg Arena |
| 2017 |                                                          | Norénhotellet Birgitta Egerbladh                                                                                | Birgitta Egerbladh   | Helsingborgs stadsteater                      |
| 2018 |                                                          | Figaros bröllop (La Folle Journée, ou Le Mariage de Figaro) Pierre de Beaumarchais                              | Moqi Simon Trolin    | Helsingborgs stadsteater                      |
| 2018 | Engelskan Yolande d’Aragón Jean Beaupère (förhörsledare) | Jeanne d’Arc Annika Silkeberg                                                                                   | Annika Silkeberg     | Helsingborgs stadsteater                      |
| 2019 |                                                          | Rapunzel Marina Steinmo och Kajsa Giertz                                                                        | Kajsa Giertz         | Helsingborgs stadsteater                      |
| 2019 |                                                          | En alldeles särskild dag Bim Wikström och PO Nilsson                                                            | Annika Kofoed        | Helsingborgs stadsteater                      |
| 2019 |                                                          | Var God Dröj! John Chapman                                                                                      | Adde Malmberg        | Fredriksdalsteatern                           |
| 2020 |                                                          | Äppelkriget Hans Alfredson och Tage Danielsson                                                                  | Annika Kofoed        | Helsingborgs stadsteater                      |
| 2020 |                                                          | Evigt ung (Ewig jung) Erik Gedeon                                                                               | Adde Malmberg        | Helsingborgs stadsteater                      |
| 2020 |                                                          | Ett drömspel August Strindberg                                                                                  | Erik Holmström       | Helsingborgs stadsteater                      |
| 2021 |                                                          | Trädgårdsgatan Jörgen Dahlqvist                                                                                 | Linda Ritzén         | Helsingborgs stadsteater                      |
| 2021 | Frau Schmidt                                             | Sound of Music Richard Rodgers, Oscar Hammerstein, Howard Lindsay och Russel Crouse                             | Heinrich Christensen | Malmö Opera                                   |
| 2022 | Siv                                                      | Så som i himmelen Fredrik Kempe, Carin Pollak och Kay Pollak                                                    | Edward af Sillén     | Malmö Opera                                   |
| 2022 |                                                          | Flugornas herre (Lord of the Flies) William Golding                                                             | Johan Paus           | Helsingborgs stadsteater                      |
| 2024 |                                                          | Oceanen vid vägens slut (The ocean at the end of the lane) Neil Gaiman                                          | Maria Löfgren        | Helsingborgs stadsteater                      |